# 戴见能
戴见能（1924年—），男，台湾云林人，中华人民共和国政治人物，曾任湖北省政协副主席，第六、七、八届全国政协委员。